# Voormalige bibliotheek (Laren)
De voormalige bibliotheek van Laren (Noord-Holland) is gelegen aan de Torenlaan. Het bouwwerk werd in 1928 gebouwd naar het ontwerp van de architect Wouter Hamdorff. Het werd ontworpen voor de functie van openbare bibliotheek. Het pand is opgetrokken in een expressionistische bouwtrant met invloeden van de Amsterdamse School.